# Stand for the Second
Stand for the Second fue una demostración liderada por estudiantes en apoyo de la Segunda Enmienda de los Estados Unidos celebrada el 2 de mayo de 2018. La manifestación fue en respuesta a la protesta Marcha por nuestras vidas celebrada el 24 de marzo de 2018.

## Antecedentes
Will Riley, un joven de 18 años de la escuela secundaria superior de Carlsbad High School en Carlsbad, Nuevo México, organizó el evento con la ayuda del Tea Party Patriots Citizens Fund. (Fondos para Patriotas del Tea Party ) Riley declaró después del Tiroteo en la escuela secundaria Stoneman Douglas de Parkland: "Estoy viendo las noticias y veo que están diciendo: 'Tenemos que hacer algo al respecto. Tenemos que promulgar algún tipo de legislación de control de armas porque esto es lo que los niños están pidiendo ". Y estoy pensando, 'No estoy pidiendo eso. Miro a mis amigos y pienso' No están pidiendo eso '". 
Riley escribió un artículo de opinión para Carlsbad Current-Argus el 11 de abril de 2018, donde escribió sobre la huelga para atraer el interés.
El sitio web del evento declaró: "No hemos ignorado el gran movimiento de nuestros pares contra estos derechos humanos y libertades fundamentales, pero el pueblo estadounidense debe conocer no todas nuestras acciones de generación en la destrucción miope de nuestra Constitución".
Las protestas comenzaron a las 10:00 a. m. y duraron 16 minutos, un minuto menos que la marcha de marzo por nuestras Vidas. El sitio web oficial enumeró más de 500 escuelas en 40 estados de los EE. UU. Que participaron en el evento, pero Los Angeles Times escribió que esos números no se pudieron verificar independientemente. 
The Washington Times informó que no hubo celebridades apoyadas o asistieron al evento y recibió poca atención de los medios.

## Reacciones
Kyle Kashuv, un sobreviviente del tiroteo de Stoneman Douglas High School, tuiteó "No saldré hoy. No creo que sea lo correcto. La interrupción de 1000 clases en todo el país no es la respuesta. un momento y lugar para la desobediencia civil, simplemente no creo que el tiempo sea ahora. En cambio, ¡vamos todos #WalkUp! #FIXIT "
Nicholas Fondacaro criticó a ABC, CBS y NBC por no cubrir la huelga en sus estaciones, aunque Christopher Brito, de CBS, escribió un artículo al día siguiente. 
Riley fue elogiado por la protesta del sheriff del condado de Eddy, Mark Cage, el 25 de abril de 2018. Riley fue juramentado como diputado honorario del sheriff por sus esfuerzos. Era la primera vez que Cage le presentaba el honor.